# Suzanne Césaire
Jeanne Aimée Marie Suzanne Césaire, auch Roussi-Césaire (* 11. August 1915 in Les Trois-Îlets, Martinique; † 16. Mai 1966 in Yvelines), war eine afro-karibische Autorin und Feministin aus Martinique.

## Biographie
Suzanne Roussi war eine Tochter der Lehrerin Flore Roussie (geborene William) und von Benoît Roussi, der in einer Zuckerfabrik arbeitete. Nachdem sie die Gemeindeschule in Rivière-Salée und anschließend das Mädcheninternat in Fort-de-France absolviert hatte, ging sie nach Frankreich. In Toulouse studierte sie Literatur und anschließend in Paris an der École normale supérieure.
In Paris hatte Roussi Kontakt zu einer Gruppe, zu der unter anderem der Schriftsteller Léon-Gontran Damas, die Schauspielerin Jenny Alpha, die Rechtsanwältin Gerty Archimède (spätere kommunistische Abgeordnete aus Guadeloupe) und Léopold Sédar Senghor gehörten. Senghor machte sie mit dem Schriftsteller Aimé Césaire bekannt. Césaire, Senghor, Damas und Suzanne Roussi arbeiteten für die Redaktion der Zeitschrift L'étudiant noir (Der schwarze Student). In den 1930er und 40er Jahren organisierte sie mit ihren Freunden, darunter den Schwestern Paulette und Jeanne Nardal, einen literarischen Salon, und man besuchte gemeinsam Konzerte wie etwa eines von Duke Ellington sowie Tanzveranstaltungen. Am 10. Juli 1937 heiraten Suzanne Roussi und Aimé Césaire in Paris und im Jahr darauf wurde ihr erstes Kind geboren; fünf weitere gemeinsame Kinder folgten.
Die Eheleute kehrten 1938 nach Martinique zurück, zogen nach Fort-de-France und arbeiteten als Lehrer am Lycée Schoelcher. 1941 – sie war inzwischen Mutter von drei Kindern – gründete Suzanne Césaire gemeinsam mit ihrem Mann, mit Aristide Maugée und René Ménil die Kulturzeitschrift Tropiques, die das wichtigste Literaturmagazin der Antillen werden sollte und auch wirtschaftliche wie politische Probleme ansprach. Zu diesem Zeitpunkt war das „Mutterland“ Frankreich schon von der deutschen Wehrmacht besetzt und das französische Übersee-Département Martinique nahezu vollständig von Informationen abgeschnitten. Andererseits setzten Vertreter des Vichy-Regimes die Redaktion auf der Insel unter Druck. Um zu überleben, musste sich Tropiques als Zeitschrift für westindische Folklore ausgeben. „Doch trotz der Repressionen und der Tricks überlebte Tropiques den Krieg als eine der wichtigsten und radikalsten surrealistischen Publikationen der Welt.“
Das Unternehmen, eine Zeitschrift auf Martinique zu betreiben, war von weiteren praktischen Schwierigkeiten begleitet: Es gab keinen Zugang zu französischen Büchern, Zeitschriften und Zeitungen. Daher waren Suzanne und Aimé Césaire für alle Tätigkeiten rund um die Herausgabe einer Zeitschrift zuständig wie das Schreiben der meisten Artikel, die Acquise von Mitarbeitern und die Redaktion. Hinzu war es schwierig, günstig an Papier zu gelangen. 1944 wurde Suzanne Roussi-Césaire mit einem Lehrauftrag in Port-au-Prince auf Haiti betraut. Césaire entwickelte auch eine enge Beziehung zu André Breton nach dessen Besuch auf Martinique im Jahr 1941. Sie widmete ihm einen Essay (André Breton, Dichter, 1941) und erhielt im Gegenzug ein ihr gewidmetes Gedicht (Für Madame Suzanne Césaire, 1941). Er beschrieb sie als „belle comme la flamme du punch“ („schön wie eine Punschflamme“).
1945 wurde die Zeitschrift Tropiques eingestellt, Suzanne Césaire ging mit ihrem Mann nach Paris, wo er zum Abgeordneten des neuen Departements in der Nationalversammlung gewählt wurde. In den folgenden Jahren unterstützte sie die literarischen und politischen Aktivitäten ihres Mannes, und sie stellte ihr eigenes literarisches Schaffen ein. Lediglich 1952 adaptierte sie noch die Kurzgeschichte Youma: The Story of a West-Indian Slave (1889) des japanischen Schriftstellers irischer Abstammung Lafcadio Hearn für eine Theatergruppe auf Martinique. Das Stück Youma, aurore de la liberté befasst sich mit dem Aufstand auf Martinique im Mai 1848, dessen Text aber nicht überliefert ist. Roussi-Césaire selbst erteilte erneut Literaturunterricht. Sie beteiligte sich aktiv an der Frauenbewegung (Union des Femmes Françaises) und engagierte sich für humanitäre Zwecke. Sie erhielt den Beinamen panthère noire (schwarzer Panther).

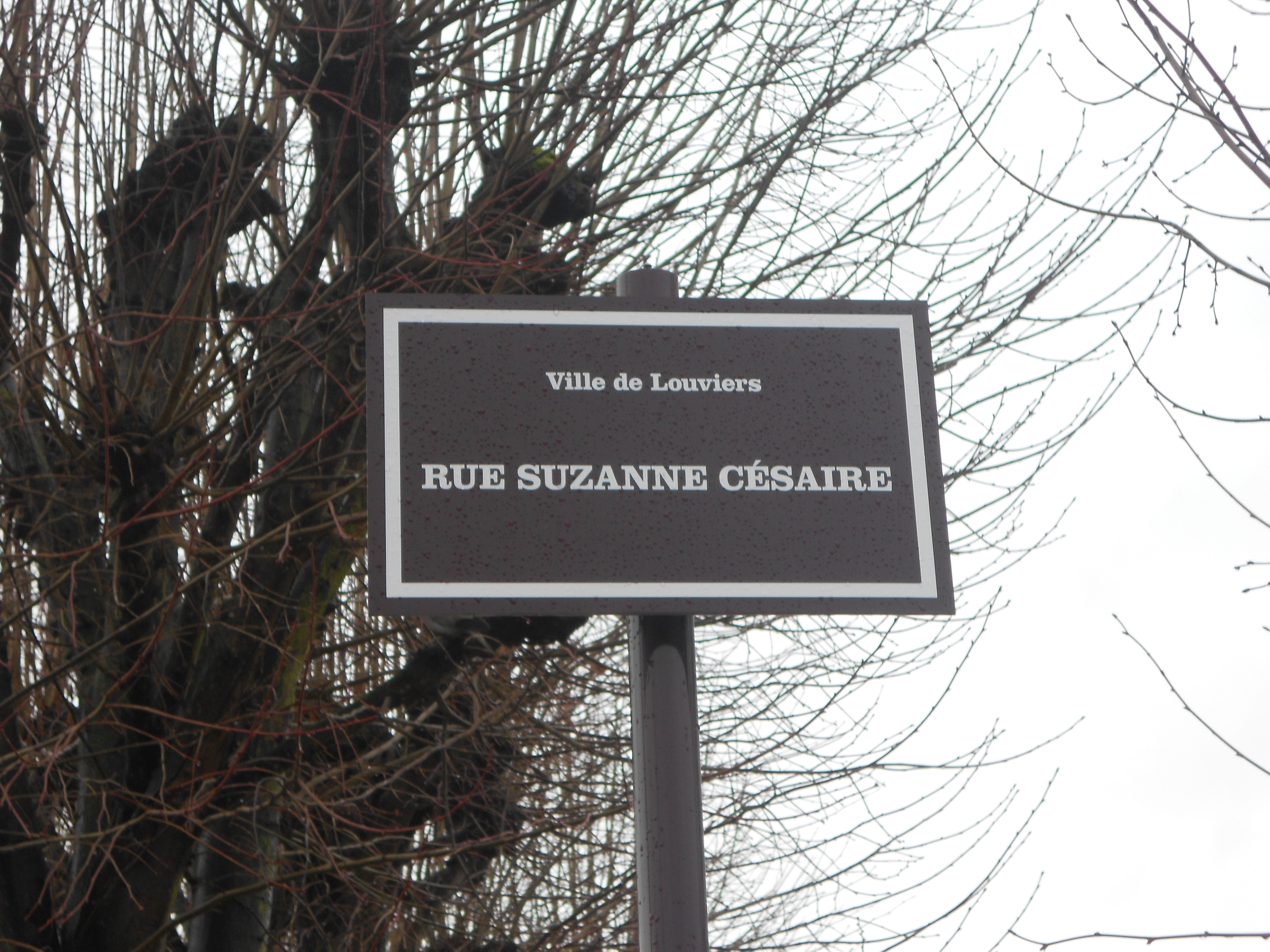
Rue Suzanne Césaire in Louviers

1963 trennte sich das Ehepaar Césaire nach 25 Jahren Ehe, und Suzanne Césaire kehrte aus Martinique nach Frankreich zurück. Sie starb drei Jahre später im Alter von 50 Jahren an den Folgen einer Krebserkrankung.
Alle sechs Kinder der Eheleute Césaire zeigten sich intellektuell begabt und waren später künstlerisch oder wissenschaftlich tätig: Jacques (künstlerischer Leiter), Ina (Schriftstellerin und Ethnologin), Jean-Paul (ehemaliger Direktor des Atrium), Marc (Literaturprofessor), Francis und Michèle (Theaterdirektor). Einige von ihnen prägten – so wie ihre Eltern – die Kultur von Martinique nachdrücklich. Das Trois-Ilets-Collège wurde nach Suzanne Césaire „Collège Suzanne Roussi-Césaire“ benannt.

## Rezeption
Es war Suzanne Césaires Eheman Aimé, der den Begriff „Négritude“ prägte, und seine Frau war eine der wenigen Frauen in der Négritude-Bewegung. 2023 erschien ihr Werk Le Grand Camouflage erstmals in deutscher Übersetzung. Es besteht aus sieben Essays, in denen sie eine panafrikanische Identität entwirft und das Verhältnis von Kunst und Widerstand diskutiert. In einem Brief an die Zensur-Behörde schreibt sie: „Monsieur, wir haben Ihre Vorwürfe gegen ‚Tropiques‘ zur Kenntnis genommen: ‚Rassisten, Sektierer, Revolutionäre, Undankbare, Nestbeschmutzer, ‚Seelenvergifter‘ – tatsächlich finden wir keine dieser Bezeichnungen besonders schlimm. [...] Im Übrigen erwarten Sie von uns keine Rechtfertigungen, keine nutzlosen Vorwürfe, ja, nicht einmal Diskussionen. Wir sprechen nicht dieselbe Sprache.“ Herausgeber Daniel Maximin fragt im Vorwort des Buches: „Genügt die Erklärung, dass das Licht des einen die Bereitschaft des anderen nach sich zieht, in dessen Schatten zu stehen?“ Suzanne Césaires Essays erscheinen als Vorstufe eines großen Werks, so Nora Karches vom Deutschlandfunk: „Dass es nie erschien, kann viele Gründe haben. Aber es ist vielleicht kein Zufall, dass ihr ebenso begabter Mann durchaus Karriere als Schriftsteller machte.“
Der US-amerikanische Wissenschaftler Mamadou Badiane von der University of Missouri wertet die schriftstellerische Arbeit von Suzanne Césaire als „grundlegend“ für die Kultur der Antillen (Antillanité), die aber „von der Geschichte unsichtbar“ gemacht worden sei. Die Wissenschaftlerin Lisa Tilley von der University of London bezeichnet Césaire als eine der ersten Theoretikerinnen, die das Potenzial der multiethnischen und multinatürlichen Zusammensetzung der Karibik erkannte und eine experimentelle kulturelle Aneignung anstelle einer Rückkehr zu den Ursprüngen oder einer Assimilation forderte.

## Essays von Suzanne Césaire
- Leo Frobenius et le problème des civilisations. Tropiques I (1941): 27–36.
- Alain et l'esthétique. Tropiques II (1941): 53–61.
- André Breton, poète. Tropiques III (1941): 31–37.
- Misère d'une poésie: John Antoine-Nau. Tropiques IV (1942): 48–50.
- Malaise d'une civilization. Tropiques V (1942): 43–49.
- 1943: Le surréalisme et nous. Tropiques VIII–IX (1943): 14–18.
- Le Grand camouflage. Tropiques XIII–XIV (1945): 267–73.
- Daniel Maximin (Hrsg.): Die große Maskerade: Schriften der Dissidenz (1941–1945). Elster & Salis, Zürich 2023, ISBN 978-3-906903-23-1 (französisch: Le Grand Camouflage. Übersetzt von Uta Coridis).